# Он знает, что вы одни
«Он знает, что вы одни» (англ. He Knows You’re Alone) — американский слэшер 1980 года режиссёра Арманда Мастроянни.

## Сюжет
Молодая невеста убита в день своей свадьбы человеком, которого она отвергла ради своего нынешнего жениха Лена Гэмбла, полицейского детектива. Несколько лет спустя на Лонг-Айленде молодая невеста по имени Мари была зарезана в кинотеатре, в то время как её подруга Рути сидела рядом с ней. Убийца, Рэй Карлтон, исчезает в ночи.
На следующее утро Рэй прибывает на Стейтен-Айленд, где он издали наблюдает за студенткой университета Эми Дженсен. Эми готовится к своей свадьбе. Она провожает своего жениха Фила и его друзей, которые уезжают из города на мальчишник перед свадьбой. После посещения танцкласса со своими подругами Нэнси и Джойс, все трое сталкиваются со своим профессором психологии Карлом, с которым у Джойс Роман. Эми уходит, чтобы пойти на примерку платья, останавливаясь, чтобы купить мороженое по пути, где она замечает мужчину, идущего за ней. Выйдя из магазина мороженого, она сталкивается с Марвином, своим бывшим бойфрендом, работником местного морга.
Эми заходит в ателье на примерку. Незаметно для неё, когда она уходит, Рэй заколол портного ножницами до смерти. Позже тем же вечером Нэнси и Джойс удивляют Эми в её доме небольшим девичником. Её родители уехали на выходные, оставив Эми на попечение младшей сестры Дианы. Джойс уходит с вечеринки в дом Карла, где они начинают заниматься сексом до тех пор, пока необъяснимым образом не отключается электричество. Карл идет проверить электрощиток. Когда он возвращается, то обнаруживает безжизненное тело Джойс в постели, а следом маньяк убивает и его самого.
На следующее утро Марвин приходит в дом Эми и намекает, что хочет возобновить их отношения, и Эми высказывает свои сомнения по поводу её брака с Филом. Находясь на кухне, Эми видит таинственного мужчину, стоящего в её дворе, и пугается. Она приглашает Марвина пойти с ней, Нэнси и Дианой в местный парк развлечений, но он отказывается, так как у него сегодня дежурство в морге. Тем временем полиция находит тело портного в ателье. Детективы Фрэнк Дейли и лен Гэмбл прибывают, чтобы провести расследование. Позже Эми и Нэнси встречают Эллиота, студента-психолога, во время пробежки по лесной тропе. Они вместе посещают парк аттракционов, где он подвергает сомнению утверждения Эми о том, что некий мужчина преследует её. Во время поездки на аттракционе в комнате страха со своей сестрой Эми видит Рэя внутри аттракциона и просит Нэнси остаться в её доме той ночью. Эми ненадолго уходит, чтобы отвезти сестру на день рождения, а Нэнси остаётся одна в доме. Приняв душ, Нэнси ставит пластинку и ложится в гостиной и курит косяк. Мгновение спустя Рэй перерезает ей горло.
Эми возвращается и обнаруживает отрубленную голову Нэнси в аквариуме, а также подвергается нападению Рэя. Она выбегает на улицу к своей машине и уезжает, однако вскоре выясняется, что Рэй едет на крыше. В попытке сбросить его, она разбивает машину в лесу и бежит в ближайший морг, где находит Марвина и звонит в полицию. Рэй входит в морг, детектив Гэмбл также направляется туда. Рэй преследует Эми по туннелю в подвале морга. Столкнувшись с детективом Гэмблом, Рэй бьет его ножом в сердце после того, как получает пулю в левое плечо. Тем не менее Рэй продолжает преследовать Эми. Ей удается закрыть раненого Рэя в кладовке и сбежать из подвала вместе с Марвином. Оба бегут наружу, где их уже встречает полиция.
Позже Марвин и Эми поженятся, подразумевается, что она разорвала свой брак с Филом. Когда Эми сидит перед зеркалом в своем свадебном платье, в комнату входит человек. Она встает, подходит к нему и говорит: «Фил, что ты здесь делаешь?» — а затем кричит от ужаса.

## В ролях
- Кейтлин О’Хини — Эми Дженсен
- Дон Скардино — Марвин Трэвис
- Элизабет Кемп — Нэнси
- Том Рольфинг — Рэй Карлтон
- Льюис Арлт — детектив Лен Гэмбл
- Пэтси Пиз — Джойс
- Джеймс Ребхорн — профессор Карл Мейсон
- Дана Бэррон — Дианы Дженсен
- Том Хэнкс — Эллиот
- Пол Глисон — детектив Фрэнк Дейли
- Джеймс Кэрролл — Фил
- Рассел Тодд — Дон

## Производство
Концепция фильма была придумана в 1979 году после того, как режиссёр Арманд Мастроянни предложил идею фильма ужасов продюсеру Эдгару Лэнсбери, которая была основана на городской легенде о «крючке», в котором молодая пара в припаркованном автомобиле подвергаются нападению убийцы. Когда Мастроянни понял, что Лэнсбери был мало заинтересован в этом проекте, он спонтанно предложил, что данная сцена может быть обыграна в самом фильме в формате сюжет в сюжете. Эта идея заинтересовала Лэнсбери, после чего Мастроянни заказал сценарий слэшера Скотту Паркеру, который начался бы со сцены, в которой два персонажа смотрят фильм ужасов в кинотеатре, и в это время один из них убит серийным убийцей. В 1997 году Уэс Крейвен использовал этот трюк в фильме «Крик 2».
Рабочие названия фильма — «Крик», «Незваный гость» и «Кровавая свадьба».
Данный фильм является дебютным для режиссёра Мастрояни, а также для актёра Тома Хэнкса.

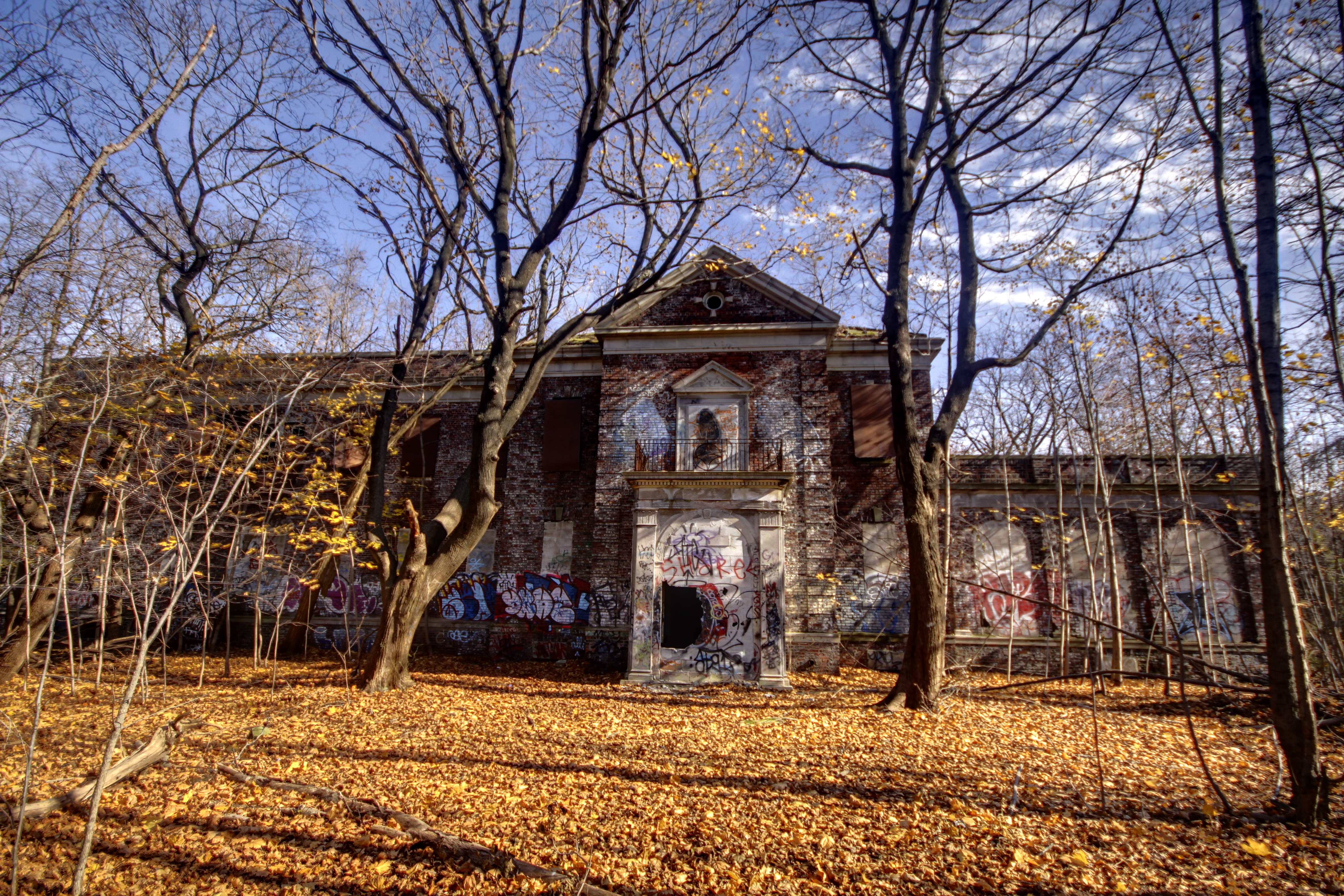
Кульминационная сцена была снята в заброшенном госпитале «Сивью» на Стейтен-Айленде.

Первоначально съемки фильма планировались в Хьюстоне, Техас, под руководством исполнительного продюсера Сэмюэла З. Аркофф (который был исполнительным продюсером других релизов MGM, включая «Ужас Амитивилля», вышедшего годом ранее), но Аркофф не смог профинансировать фильм, поэтому в результате он был снят полностью на Стейтен-Айленде, Нью-Йорк, с половиной первоначального бюджета.
Фильм был снят на 35-мм киноплёнку в течение восемнадцати дней в декабре 1979 года. Кульминация фильма была снята в старом госпитале Сивью на Стейтен-Айленде. По словам режиссера Мастроянни, вся постановка от сценария до окончательного монтажа заняла всего шесть месяцев. Съемки были быстрыми и требовательными как к актёрскому составу, так и к съёмочной группе, которая должна была ежедневно перемещаться между локациями, чтобы успеть снять все сцены. Съёмки были завершены за несколько дней до Рождества 1979 года.